# GOG Håndbold
Il Gudme Oure Gudbjerg, comunemente conosciuto come GOG, è una squadra di pallamano maschile danese con sede a Gudme.

## Palmares
- Håndboldligaen: 9

1991-92, 1994-95, 1995-96, 1997-98, 1999-00, 2003-04, 2006-07, 2021-22, 2022-23
- Coppa di Danimarca: 10

1989-90, 1990-91, 1991-92, 1994-95, 1995-96, 1996-97, 2001-02, 2002-03, 2004-05, 2018-19
2021-22, 2022-23
- Supercoppa danese: 1

2023

## Rosa 2024-2025
| N° | Naz.                 | Ruolo | Sportivo              | Anno |  |  |
| -- | -------------------- | ----- | --------------------- | ---- |  |  |
| 1  | Danimarca (bandiera) | P     | Frederik Møller Wolff | 2002 |  |  |
| 12 | Svezia (bandiera)    | P     | Peter Johannesson     | 1992 |  |  |
| 64 | Danimarca (bandiera) | A     | Salah Boutaf          | 1999 |  |  |
| 3  | Danimarca (bandiera) | A     | Nicolai Pedersen      | 1994 |  |  |
| 4  | Danimarca (bandiera) | A     | Kasper Teglgaard      | 1992 |  |  |
| 7  | Danimarca (bandiera) | T     | Lasse Vilhelmsen      | 2006 |  |  |
| 8  | Danimarca (bandiera) | A     | Frederik Tilsted      | 1999 |  |  |
| 9  | Norvegia (bandiera)  | T     | Henrik Jakobsen       | 1993 |  |  |
| 10 | Danimarca (bandiera) | T     | Frederik Pedersen     | 2006 |  |  |
| 13 | Danimarca (bandiera) | PV    | Andreas Nielsen       | 1997 |  |  |
| 15 | Norvegia (bandiera)  | PV    | Tobias Grøndahl       | 2000 |  |  |
| 29 | Danimarca (bandiera) | PV    | Oskar Vind Rasmussen  | 2000 |  |  |
| 21 | Danimarca (bandiera) | A     | Kasper Kildelund      | 1995 |  |  |
| 23 | Danimarca (bandiera) | T     | Joachim Lyng Als      | 2004 |  |  |
| 28 | Danimarca (bandiera) | T     | Emil Tonnesen         | 2004 |  |  |
| 29 | Danimarca (bandiera) | T     | Hjalte Lykke          | 2004 |  |  |
| 37 | Svezia (bandiera)    | T     | Linus Persson         | 1993 |  |  |
| 43 | Danimarca (bandiera) | T     | Emil La Cour          | 2002 |  |  |
| 66 | Svezia (bandiera)    | T     | Anton Lindskog        | 1993 |  |  |
| 71 | Norvegia (bandiera)  | PV    | Alexander Blonz       | 2000 |  |  |